# Reanimación cardiopulmonar

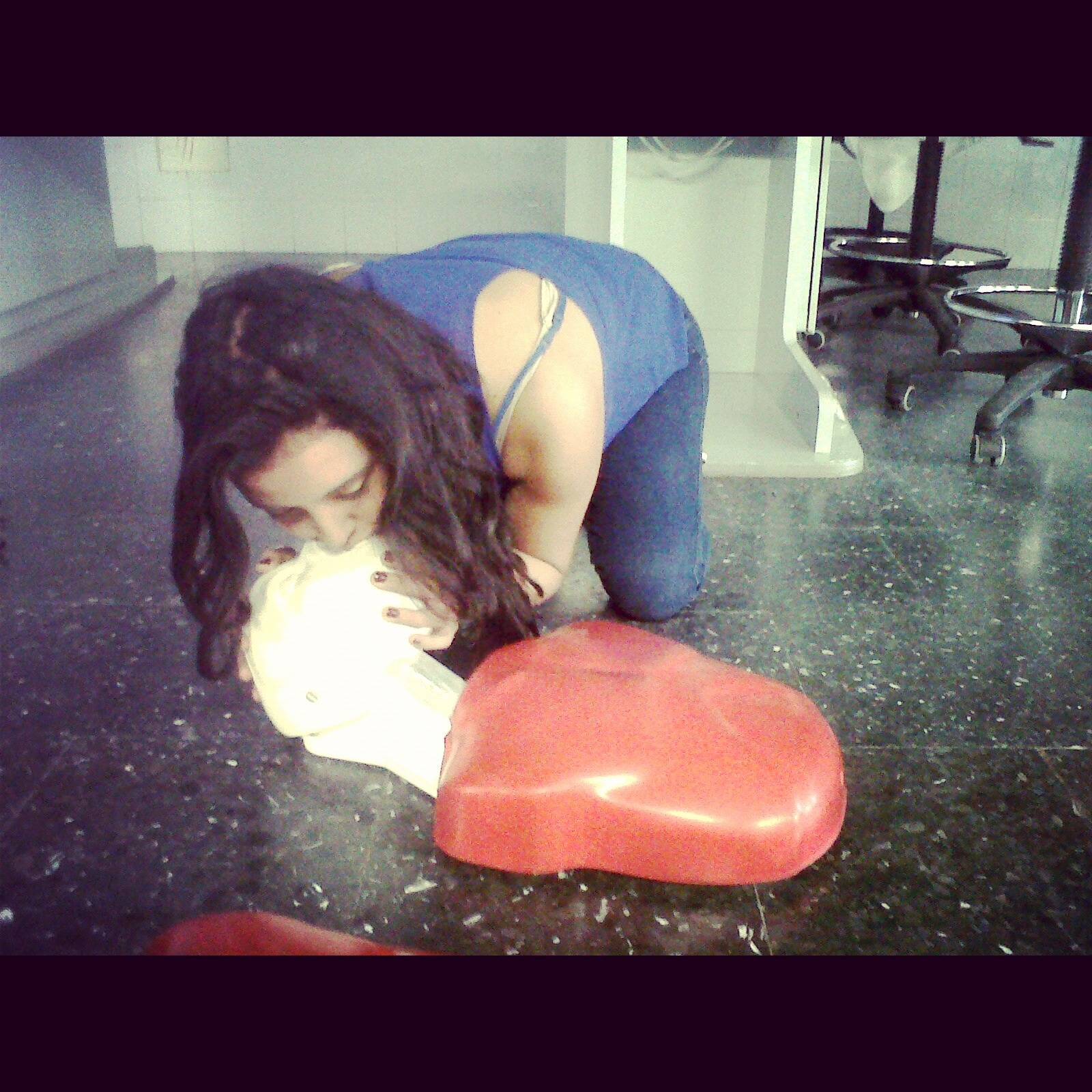
Una práctica de RCP

La reanimación cardiopulmonar (abreviada como RCP) o reanimación cardiorrespiratoria es un conjunto de maniobras reglamentarias destinadas a asegurar la oxigenación de los órganos vitales cuando la circulación de la sangre de una persona se detiene, independientemente de la causa del paro cardiorrespiratorio.
Los principales componentes de la reanimación cardiopulmonar básica son avisar al servicio médico de emergencias dentro o fuera del hospital, y utilizar compresiones torácicas (masaje cardíaco externo, MCE) junto con respiración artificial (ventilación artificial). Otros elementos que pueden estar relacionados incluyen desfibriladores externos automáticos y el uso de maniobras anti-atragantamiento.
Las recomendaciones específicas sobre la RCP varían en función de la edad del paciente y la causa del paro cardíaco. Se ha demostrado que cuando la RCP es puesta en práctica por personas adiestradas en la técnica y se inicia al cabo de pocos minutos tras el paro cardíaco, estos procedimientos pueden ser eficaces en salvar vidas humanas. Aunque un estudio publicado en 2010 ha puesto en duda el alcance del procedimiento, y así, de 95 000 pacientes, solo el 8 % presentó resultados positivos.

## Historia
Para 1776 ya se describía el procedimiento de hacer presión sobre el cartílago cricoides cuando se realiza insuflación artificial por la boca, con el fin de evitar la entrada de aire al esófago.
A finales de los años cincuenta, Peter Safar y James Elan desarrollaron el concepto de la «respiración boca a boca».
En 1960, William B. Kouwenhoven, Guy Knickerbocker y Jim Jude describieron las ventajas de la compresión torácica para provocar la circulación artificial. Safar luego estableció el protocolo de la RCP, el cual continuó siendo asumido por la Asociación Estadounidense del Corazón.[cita requerida]
Entre 1991 y 2000, un solo socorrista alternaba quince compresiones torácicas y dos respiraciones en un adulto o un niño de más de ocho años; las compresiones se hacían a un ritmo de 60 por minuto. Para un bebé, se realizaban cuatro respiraciones iniciales (dos durante el cálculo; luego otras dos después del paso de la alarma) y se alternaban cinco compresiones torácicas y una respiración. Un socorrista aislado y sin medios practicaba la RCP durante un minuto antes de pedir ayuda; si los socorristas eran dos, alternaban cinco compresiones y una respiración, tanto en un adulto como en un bebé.[cita requerida]
En 2000 se abandonó el término «masaje cardíaco externo» (MCE) por «compresiones torácicas». En la actualidad, los ritmos de las compresiones se unificaron: 100 por minuto, cualquiera sea la edad. Solo se realizan dos respiraciones iniciales en bebés. Un socorrista aislado y sin medio de llamada da la alerta inmediatamente, excepto en el caso de un niño de menos de ocho años, o en el caso de ahogamiento o de una intoxicación, donde la alarma se realiza después de un minuto de RCP. Con dos socorristas, se mantiene una alternancia de 30 a 2.[cita requerida]

## Indicaciones

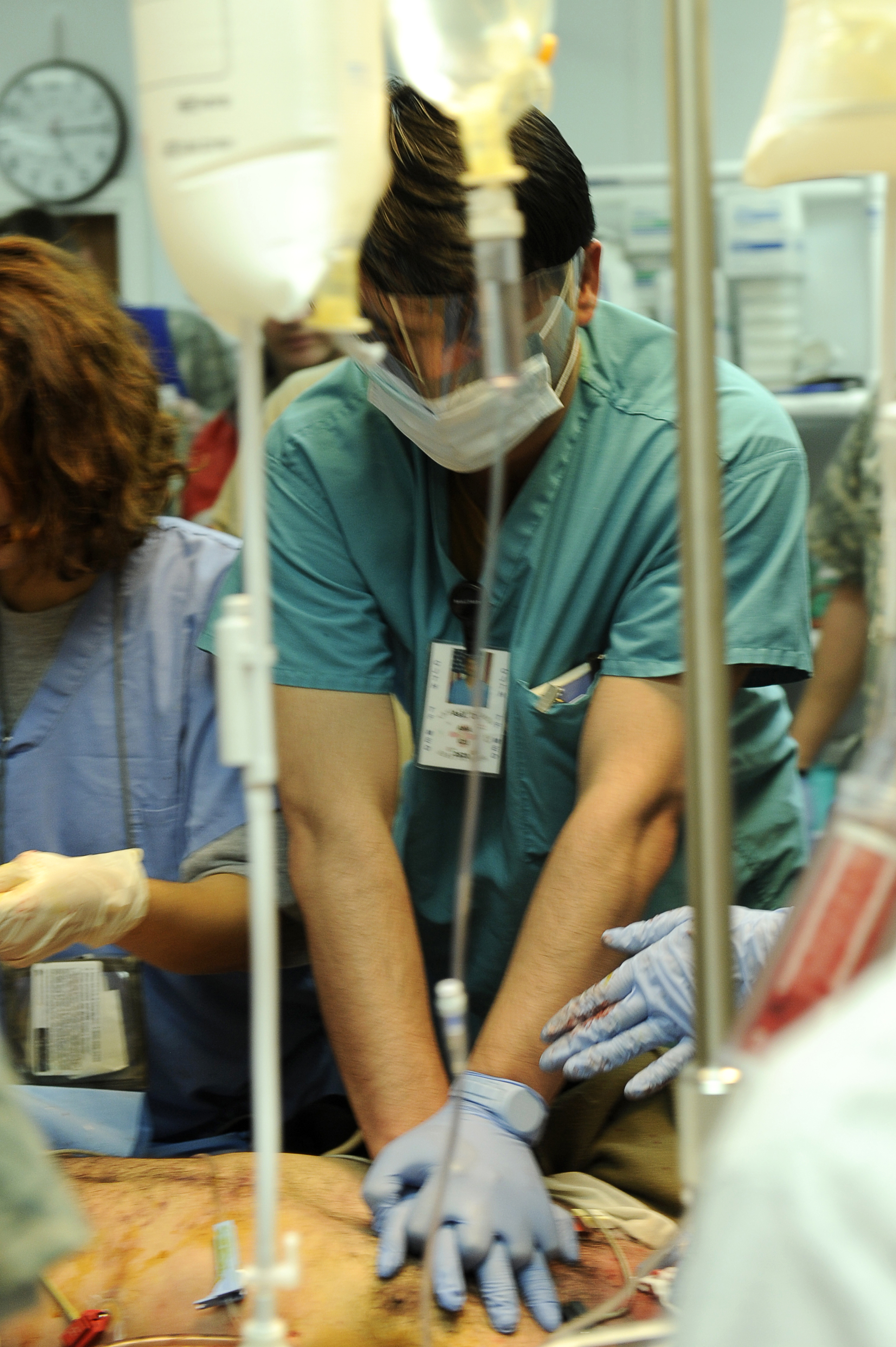
Reanimación cardiopulmonar efectuada a un paciente masculino víctima de un alud

La reanimación cardiopulmonar debe practicarse sobre toda persona en parada cardiorrespiratoria, es decir:
- No responde: la persona no se mueve espontáneamente, no reacciona ni al tacto ni a la voz, y, en definitiva, está inconsciente (o aproximadamente inconsciente).
- No respira o su respiración es escasa.
- No tiene pulso (latidos) o su pulso es escaso.
- Ante la duda, inicie compresiones cardíacas.

Se recomienda que todo paciente en paro cardíaco reciba reanimación, a menos que:
1. La víctima tenga una instrucción válida de no ser reanimado;
2. La víctima presenta signos de muerte irreversible como el rigor mortis o livideces en sitios de declive;
3. No se pueda esperar un beneficio fisiológico, dado que las funciones vitales de la víctima se han deteriorado a pesar de un tratamiento máximo para condiciones como el choque séptico o cardiogénico progresivos;

En el caso de parada cardiorrespiratoria en adultos, el ritmo cardiaco que se suele encontrar más frecuentemente es la denominada «fibrilación ventricular». El tratamiento adecuado de la fibrilación ventricular es la desfibrilación precoz. Cada minuto que pasa disminuye en un 10 % las posibilidades de supervivencia. En el caso de un adulto con pérdida brusca de consciencia y cuando se está solo (reanimador aislado), la prioridad es llamar a los servicios de emergencia (hay una lista internacional con sus teléfonos aquí) antes de comenzar la RCP para de esta manera realizar la desfibrilación lo antes posible. La RCP sirve solo para mejorar las posibilidades de supervivencia mientras se espera la ayuda especializada. Debido a su importancia en eventos súbitos en adultos, se está potenciando el uso de desfibriladores automáticos en sitios estratégicos, estadios, centros comerciales o aviones y permiten que una persona con un mínimo entrenamiento sea capaz de realizar maniobras de reanimación.

## Límites temporales
—Tiempo antes de lesiones cerebrales graves: El tiempo en que una víctima de parada cardiorrespiratoria podría estar sin recibir reanimación cardiopulmonar antes de comenzar a sufrir lesiones cerebrales graves es variable, pero normalmente sería de unos pocos minutos (aproximadamente de 3 a 5 minutos, o un poco más). Incluso, algunas víctimas pueden morir en ese tiempo.
—Duración de la reanimación cardiopulmonar (RCP): No es claro el tiempo durante el cual una reanimación cardiopulmonar aún puede funcionar, pues eso depende de muchos factores; por ello, muchas guías oficiales recomiendan continuar una reanimación cardiopulmonar hasta que lleguen los servicios médicos de emergencia (para intentar mantener vivo al paciente así, al menos), y también indican solicitar un desfibrilador de emergencia (DEA o DESA, AED en inglés) en el entorno, para intentar realizar con él una desfibrilación automática lo antes posible antes de considerar que el paciente ha muerto.

## Reanimación cardiopulmonar (RCP), proceso
El proceso práctico de una reanimación pulmonar (RCP) de primeros auxilios consiste en la secuencia que aparece a continuación:  
1. Seguridad en la zona: Asegurarse de que el paciente y el rescatador han quedado en una zona sin peligros (como el fuego, los eléctricos u otros), o, si hay peligros y no pueden ser detenidos, desplazar al paciente y el rescatador hasta un espacio seguro.
• En caso de posible lesión grave de la columna vertebral: Si el paciente pudiera tener alguna lesión de médula espinal (en la columna vertebral, sea en la parte de la espalda o en el cuello) que haya dejado a su movilidad gravemente dañada, hay que evitar moverlo excepto si eso es necesario, e incluso, cuando es necesario, hay que moverlo o rotarlo sólo lo requerido y sosteniéndolo con mucho cuidado (leer acerca de esto en los dibujos de abajo). Estas precauciones evitan riesgos de aumentar los daños para la movilidad en el futuro.
El paciente tiene que quedar al final tumbado y boca arriba, sobre una superficie suficientemente firme como para realizarle compresiones (por ejemplo, sobre el suelo o sobre ropa colocada en el suelo, pues una cama sería demasiado blanda para eso).
| |
| —Una víctima con lesión grave en su columna vertebral (sea en la espalda o cuello), que indique riesgo para su futura movilidad, puede ser trasladada con cuidado por varios rescatadores coordinados. La cabeza y la espalda de la víctima serían mantenidas alineadas en la misma posición que tenían cuando fue encontrada. |

| |
| —Cuando hay una víctima con lesión grave en su columna vertebral (en espalda o cuello) y un solo rescatador sin utensilios, éste puede llevar a la víctima con cuidado mediante la maniobra de Rautek (la de esta imagen), intentando mantener a su cabeza y su espalda alineadas en la misma posición en la que estaban. La cabeza de la víctima puede ir apoyada en el rescatador para intentar amortiguar los movimientos. Un segundo rescatador puede sostener las piernas. |

| |
| —Una víctima sin lesión grave en su columna vertebral (en espalda o cuello) es arrastrable, y más fácilmente si va sobre una manta, alfombra u otro tipo de tejido situado bajo la mayor parte de su cuerpo. —Llevar en una base a una víctima con lesión grave en su columna requeriría situarla, manteniendo con cuidado la misma posición de su cabeza y su espalda, sobre una base elevada o muy gruesa (como una camilla o un colchón), para mayor estabilidad. |

2. Comprobar si hace falta reanimación: Una víctima requiere reanimación cardiopulmonar (RCP) si no tiene pulso (es decir: está en paro cardíaco, su corazón no late) o si su pulso es demasiado escaso (prácticamente nulo, como en el caso de algún latido aislado y fugaz, o más que eso, pero claramente insuficiente para la vida).
Una víctima también requiere la reanimación si no respira o si su respiración es demasiado escasa (prácticamente nula, quizás sólo un gesto de abrir la boca).
La falta de una de esas cosas (pulso o respiración) conduce rápidamente a la falta de la otra. Un paciente así estaría inconsciente (o incapacitado).
Además, si la víctima tiene alguna herida que sangra en exceso, eso requiere algún tratamiento para detener la pérdida de sangre (en la mayoría de los casos, mantener la herida presionada), lo cual habría que comenzar a hacer antes de las maniobras de reanimación cardiopulmonar (RCP) si es que la víctima va a quedar desangrada enseguida.
La manera inicial de comprobar si el paciente requiere reanimación cardiopulmonar (RCP) es tocarlo en alguno de sus hombros y gritar algo, como: "¿qué le pasa?" o "¿puede oírme?".
Si el paciente no reacciona, es posible realizar mayores comprobaciones, pero sin gastar demasiado tiempo en este asunto, puesto que el paciente puede requerir urgentemente algún tratamiento  (los socorristas profesionales pueden tardar sólo 10 segundos en comprobar cómo está). Algunas maneras de comprobar su estado son:
- En el pulso carotídeo: Comprobación de los latidos en cualquiera de los dos lados de su cuello (izquierdo o derecho, preferiblemente en un surco del cuello que puede formarse en paralelo a su vía respiratoria), cerca de su cabeza, encima de la franja horizontal de la nuez (ver en la imagen de abajo).
- En el pulso radial: En casos en los que el pulso carotídeo del cuello es inaccesible, los latidos pueden ser comprobados en el pulso radial de las muñecas (ver en la imagen de abajo).
- En la respiración: Adicionalmente, podría ser comprobada la respiración (ver en la imagen de abajo).

| |
| Comprobación de los latidos del pulso carotídeo, situando dos dedos en un lado del cuello o en el otro. Éste suele ser el método más rápido de comprobar el estado de la víctima. |

| |
| Comprobación de los latidos del pulso radial, presionando moderadamente en una muñeca, debajo de la parte del dedo pulgar. |

| |
| Comprobación de la respiración de la víctima, escuchando a esa respiración en su boca y observando a su pecho hincharse. |

3. Avisos y solicitar desfibrilador: Esta fase se resume en: avisar del problema del paciente, y buscar y utilizar aparatos (teléfono y desfibrilador), rápidamente. Tales tareas pueden ser repartidas entre varias personas para ganar tiempo, pero una de ellas se quedaría con el paciente para hacerle las maniobras de reanimación cardiopulmonar (RCP, ver descripción más abajo).

Orden óptimo de acciones en esta fase
Este orden organiza las acciones requeridas (llamar, buscar desfibrilador y reanimación) de la mejor manera para la mayoría de los casos. Además, si hay varias personas, esas mismas acciones pueden ser repartidas para ser realizadas a la vez.
3A) Avisar a la gente que haya allí: Tras comprobar que el paciente requiere reanimación cardiopulmonar (requiere RCP, ver descripción más abajo), la primera acción sería pedir alguna aportación a las personas de alrededor (como que hagan reanimación cardiopulmonar si alguna de ellas sabe, u otra tarea requerida).

3B) Avisar por teléfono: La siguiente tarea es llamar o hacer llamar por teléfono a los servicios médicos de emergencia (para ello, es posible consultar la lista internacional de números de teléfonos de emergencia). Hay socorristas capaces de ganar tiempo llamando con un teléfono inalámbrico en modo altavoz mientras ellos mismos hacen las maniobras de reanimación cardiopulmonar.
- Variación en el aviso telefónico estando solo y sin teléfono: Si el rescatador está solo (sin gente alrededor de él) y sin teléfono, su primera acción sería ir a buscar un teléfono[15] para poder llamar con él a los servicios médicos de emergencia (hay una lista internacional de sus números de teléfono pulsando aquí). Pero sólo irá a por un teléfono si cree que los servicios médicos de emergencia podrán llegar en muy pocos minutos, o, en caso de duda sobre ello, al menos si cree que él mismo podrá volver en muy pocos minutos para hacerle una reanimación cardiopulmonar (RCP, ver descripción más abajo) al paciente.

3C) Traer desfibrilador: A continuación, alguien tiene que conseguir un aparato desfibrilador (DEA o DESA, AED en inglés) en el entorno, para hacer una desfibrilación con él al paciente ya inconsciente (pues en la actualidad esos aparatos son bastante comunes y de uso automático). Se considera que la desfibrilación es preferible a las maniobras de reanimación cardiopulmonar (RCP), aunque sólo si el desfibrilador puede ser conseguido en pocos minutos. En cualquier caso, si llega un desfibrilador, tiene que ser usado desde ese mismo momento (ver descripción más abajo).

3D) Aplicar maniobras de reanimación cardiopulmonar, o el desfibrilador cuando llegue: Alguien tendrá que quedarse con el paciente para hacerle las maniobras de reanimación cardiopulmonar (RCP, ver descripción más abajo), hasta que llegue el desfibrilador y le sea aplicado, o lleguen los servicios médicos y se encarguen del caso.

Excepción para el orden de acciones de esta fase, por rescatador solo y causa asfixiante
Este otro orden es muy similar, pero intenta dar mayor importancia a las ventilaciones boca-a-boca por esa situación (soledad y causa asfixiante del paro cardíaco).
Concretamente, si el rescatador está solo y además atiende a una víctima de ahogamiento (que se hundió en líquido) con paro cardíaco, o a un niño que estaba en parada cardíaca previamente, o a un bebé con paro cardíaco, o a otra víctima con un problema asfixiante en general, el orden óptimo de las acciones de esta fase es éste:

3a) El rescatador solitario realiza maniobras de reanimación cardiopulmonar previas por causa asfixiante: El rescatador está solo, y se da por hecho que ha habido una causa asfixiante en el paro cardíaco del paciente (por ser un caso de ahogamiento en líquido, o el de un niño que no tendría por qué tener enfermedades cardíacas, etc.). Por eso, el rescatador tiene que elegir una prioridad y lo conveniente en este orden es que empiece por hacerle maniobras de reanimación cardiopulmonar (RCP) al paciente durante 2 minutos (en los que caben aproximadamente 5 ciclos de compresiones y ventilaciones, ver descripción más abajo).

3b) Avisar por teléfono: Tras haber hecho las maniobras de reanimación iniciales, el rescatador solitario avisaría por teléfono a los servicios médicos de emergencia (para ello, es posible consultar la lista internacional de números de teléfonos de emergencia).
- Variación en el aviso telefónico estando solo y sin teléfono: Si no hay un teléfono cerca, el rescatador solitario iría a[15] buscar un teléfono para llamar con él a servicios médicos de emergencia (hay una lista de sus números de teléfono internacionales pulsando aquí). Pero sólo irá a por un teléfono si cree que los servicios médicos podrán llegar en muy pocos minutos, o, en caso de duda sobre ello, al menos si cree que él mismo podrá volver en muy pocos minutos para continuar con la reanimación cardiopulmonar (RCP, ver descripción más abajo) que estaba haciendo.

3c) Traer desfibrilador: Tras ello, el rescatador también podría preguntar por un desfibrilador (DEA o DESA, AED en inglés) en el entorno, para intentar hacer una desfibrilación con él al paciente (pues en la actualidad esos aparatos son bastante comunes y de uso automático, ver descripción más abajo). Sin embargo, buscar un desfibrilador sólo conviene si puede ser conseguido en muy pocos minutos, pues el rescatador está solo y tiene que volver pronto para continuar con las maniobras de reanimación cardiopulmonar (RCP) sobre el paciente.

3d) Aplicar maniobras de reanimación cardiopulmonar, o el desfibrilador cuando llegue: Si el rescatador ha encontrado un desfibrilador, iniciaría la desfibrilación, y, si no, continuaría las maniobras de reanimación cardiopulmonar (RCP, ver descripción más abajo) que inició antes, hasta que lleguen los servicios médicos y se encarguen del caso.

| |
| Avisar alrededor: Avisar a las personas que estén allí mismo por si alguna sabe primeros auxilios o puede hacer alguna tarea. |

|                                                                                             |
| Teléfono: Teléfono público. Alguien tiene que llamar a los servicios médicos de emergencia. |

| |
| Desfibrilador: Desfibrilador en una urna con su símbolo. Alguien tiene que ir a conseguir uno cercano (que pueda ser usado en muy pocos minutos). |

| |
| Maniobras de reanimación: Alguien tiene que quedarse con el paciente para hacerle las maniobras de reanimación cardiopulmonar (RCP, ver más abajo). |

4. Preparar las vías respiratorias del paciente para la reanimación: Ésta es una fase preparatoria de la reanimación, en la que el paciente estaría ya tumbado y boca arriba.

El rescatador intentaría abrir la boca del paciente, y, adicionalmente, vaciarla (leer en las imágenes correspondientes de abajo). Además, suele ser usada la maniobra de reclinar su cabeza (leer en la imagen correspondiente de abajo).

| |
| Apertura de boca por tracción mandibular. Prepara la respiración boca-a-boca. Situándose de cara al paciente tumbado, o al revés que él, levantar su mandíbula desde sus dos lados que quedan más abajo (los cercanos a las orejas), en vertical hacia arriba, y abrir su boca con los pulgares (puede costar), aunque, en pacientes con posible lesión grave en cuello o espalda, realizar esto con cuidado y sin mover su cuello. Si el rescatador cree que no logrará esto, puede intentar hacer sólo compresiones (ver debajo). |

| |
| Vaciado de la boca del paciente. Es aplicable si puede haber allí algún elemento peligroso suelto (como una dentadura postiza que se haya soltado, o bloques de sangre coagulada). Para facilitar esta tarea, rotar al paciente hacia un lado durante un momento, pero, si el paciente puede tener una lesión grave en el cuello o la espalda, no moverlo, sino sólo vaciar su boca, si es posible, y en la misma posición en la que ya esté situado. |

| |
| Reclinación de cabeza por maniobra frente-mentón. Favorece que la vía respiratoria de un paciente tumbado no se cierre sola por accidente. No reclinar su cabeza cuando: —Pueda tener una lesión grave en el cuello o la espalda (en ese caso, dejar a los profesionales cualquier reclinación del paciente, si es posible). —Es un bebé (en ese caso, dejar su cabeza recta mirando hacia delante). —Esta maniobra no esté funcionando. |

5. Comenzar la reanimación cardiopulmonar (RCP): La reanimación es realizada desde un lado del paciente, que estaría tumbado boca arriba. En general, es un ciclo de series de 30 compresiones torácicas seguidas de series de 2 ventilaciones, y que se repite continuamente hasta que llegue el desfibrilador o un equipo de especialistas. Tal como está descrito a continuación:

- Si la causa del problema de la víctima es asfixiante (como el ahogamiento: hundimiento en líquido), comenzar por hacerle 2 ventilaciones iniciales (descritas más abajo), antes de empezar el ciclo, para ventilar los pulmones en ese primer momento.

Compresiones torácicas (ritmo adecuado).

- Compresiones torácicas (ritmo adecuado).Las series de 30 compresiones torácicas son realizadas con ambas manos (una sobre otra) en la mitad inferior del hueso que hay en el centro del pecho (el esternón), a un ritmo de casi 2 por segundo (100 a 120 veces por minuto, como en la imagen de la derecha), y a una profundidad de unos 5 cm (para adultos y niños), dejando que el pecho vuelva a levantarse hasta su posición normal tras cada compresión. La manera estandarizada para hacer las compresiones con un ritmo adecuado a lo largo de un tiempo es poniendo una mano sobre la otra, con los brazos estirados, y dejándose caer un poco hacia delante y hacia atrás, como balanceándose. Los bebés requieren presionarles con sólo dos dedos y a una profundidad proporcionalmente menor (pero, orientativamente, recomiendan 4 cm). Si la víctima es una embarazada de más de 30 semanas, para mejorar su circulación sanguínea durante la reanimación, situarla sobre alguna ropa o base hasta que su útero quede inclinado levemente hacia su izquierda (como aparece aquí). Tras hacer 30 compresiones sobre el paciente, pasar a hacer 2 ventilaciones (ver más abajo).
El objetivo principal de las compresiones es mantener vivo al paciente haciendo circular su sangre, siendo poco frecuente que recupere el pulso sin desfibrilación (ver más abajo).

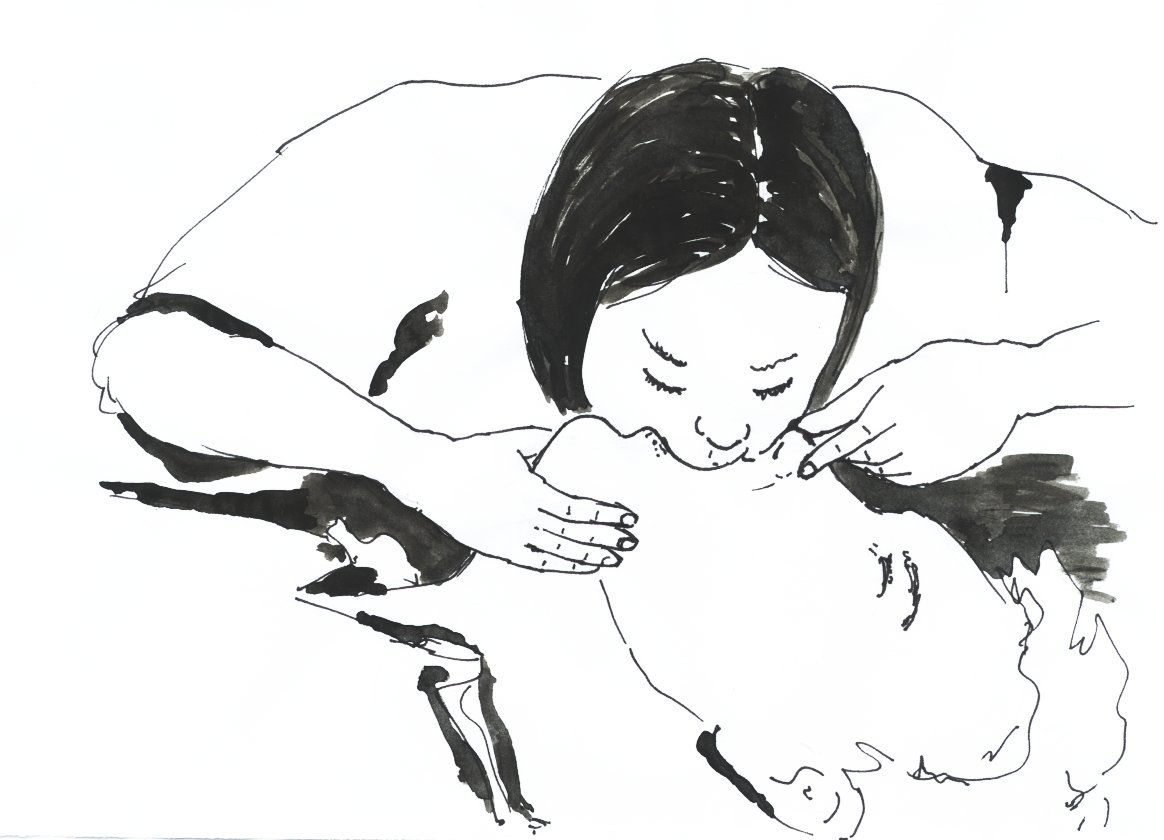
Ventilaciones boca-a-boca. En bebés, el rescatador cubre con su propia boca a la nariz y la boca del bebé a la vez.

- Ventilaciones boca-a-boca. En bebés, el rescatador cubre con su propia boca a la nariz y la boca del bebé a la vez.Las series de 2 ventilaciones introducen aire boca-a-boca en el paciente. Sin embargo, algunos estudios indican que podrían ser evitadas, para simplificar la reanimación, si el rescatador no es un profesional y la víctima es un adulto que sufre un paro cardíaco (excepto si su causa es de cualquier tipo asfixiante, pues en ese caso incluir ventilaciones sería mejor).[20][22][23] Además, si el paciente parece tener alguna lesión en la columna vertebral (sea en la espalda o en el cuello), y su cabeza está en una posición anómala que impide la ventilación boca-a-boca, el enderezarle la cabeza podría implicar riesgos para la movilidad en el futuro, por lo que un rescatador no profesional puede preferir renunciar a ello y hacer sólo las compresiones.
Las ventilaciones son realizadas pinzando la nariz del paciente e insuflando aire dentro de su boca (sellándola con la boca del rescatador, sin que escape aire en ese momento). Los niños pequeños pueden requerir que la boca del rescatador les cubra su nariz y su boca a la vez, y la cabeza de cualquier bebé debe estar en ese momento recta, mirando hacia delante. Es posible notar que el pecho del paciente se hincha en cada ventilación que entra; no insuflar aire en exceso para evitar provocar demasiada presión. Tras 2 ventilaciones, volver a hacer las 30 compresiones (ver arriba) y seguir alternándolas así hasta que la víctima se recupere.
Si hay dos personas para realizar la reanimación, y el paciente es un niño, una puede hacer las compresiones y otra las ventilaciones, lo que permite hacer el doble de ventilaciones (2 cada 15 compresiones). Y, si hay mascarillas o filtros de ventilación disponibles, conviene utilizarlos poniéndolos entre las bocas del rescatador y de la víctima, para así sellar el rostro y evitar infecciones.
- Desfibrilador: Adicionalmente, pedir y utilizar un aparato desfibrilador, para intentar realizar una desfibrilación sobre el paciente inconsciente, por si acaso es eso lo que resuelve el problema. En general, la desfibrilación comenzaría tan pronto como el desfibrilador llegue (leer más abajo la descripción de la desfibrilación).

## Desfibrilación

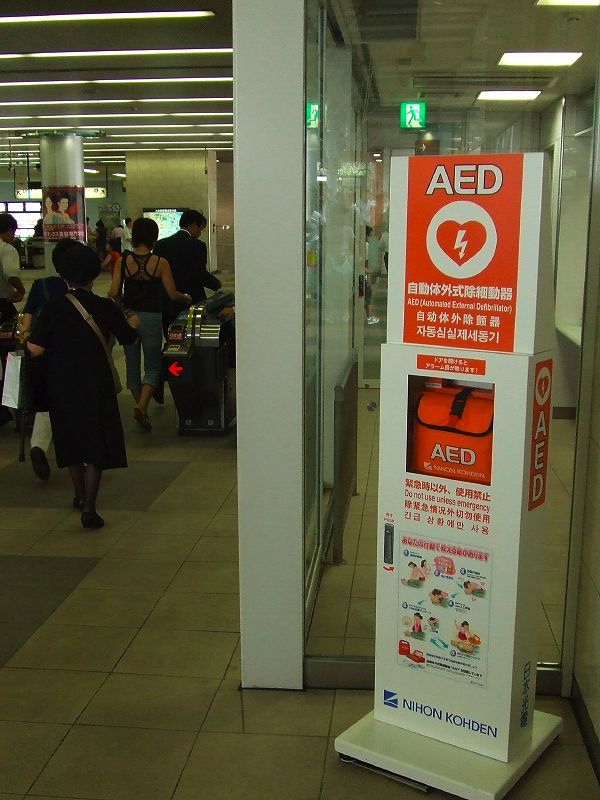
Maletín con desfibrilador público, en una estación. Arriba aparece su símbolo universal.

La desfibrilación fue diseñada para los paros cardíacos causados por ciertas arritmias (latidos anárquicos del corazón), principalmente por las de fibrilación ventricular (FV o VF) o taquicardia ventricular (TV o VT). Un desfibrilador puede corregir ese tipo de problema resincronizando el corazón mediante algún choque eléctrico.
Es poco probable que el corazón requiera desfibrilación en casos como los de niños de menos de ocho años, las víctimas de ahogamiento y las de intoxicación. En cualquier caso, ante un paciente que está sufriendo un paro cardíaco (parada de los latidos del corazón), conviene enviar a alguien a conseguir un desfibrilador en el entorno (pues son muy comunes en la actualidad) y utilizarlo (pues están automatizados y su uso es fácil), por si acaso eso soluciona el problema.
El desfibrilador normal fuera de los hospitales es una pequeña máquina portable llamada desfibrilador externo automático (DEA, AED en inglés), o su versión semiautomática (DESA). Puede ser utilizada por cualquier persona sin experiencia, pues indica cómo hacer la desfibrilación mediante instrucciones de voz al usuario.
Momento de la desfibrilación en el orden de primeros auxilios

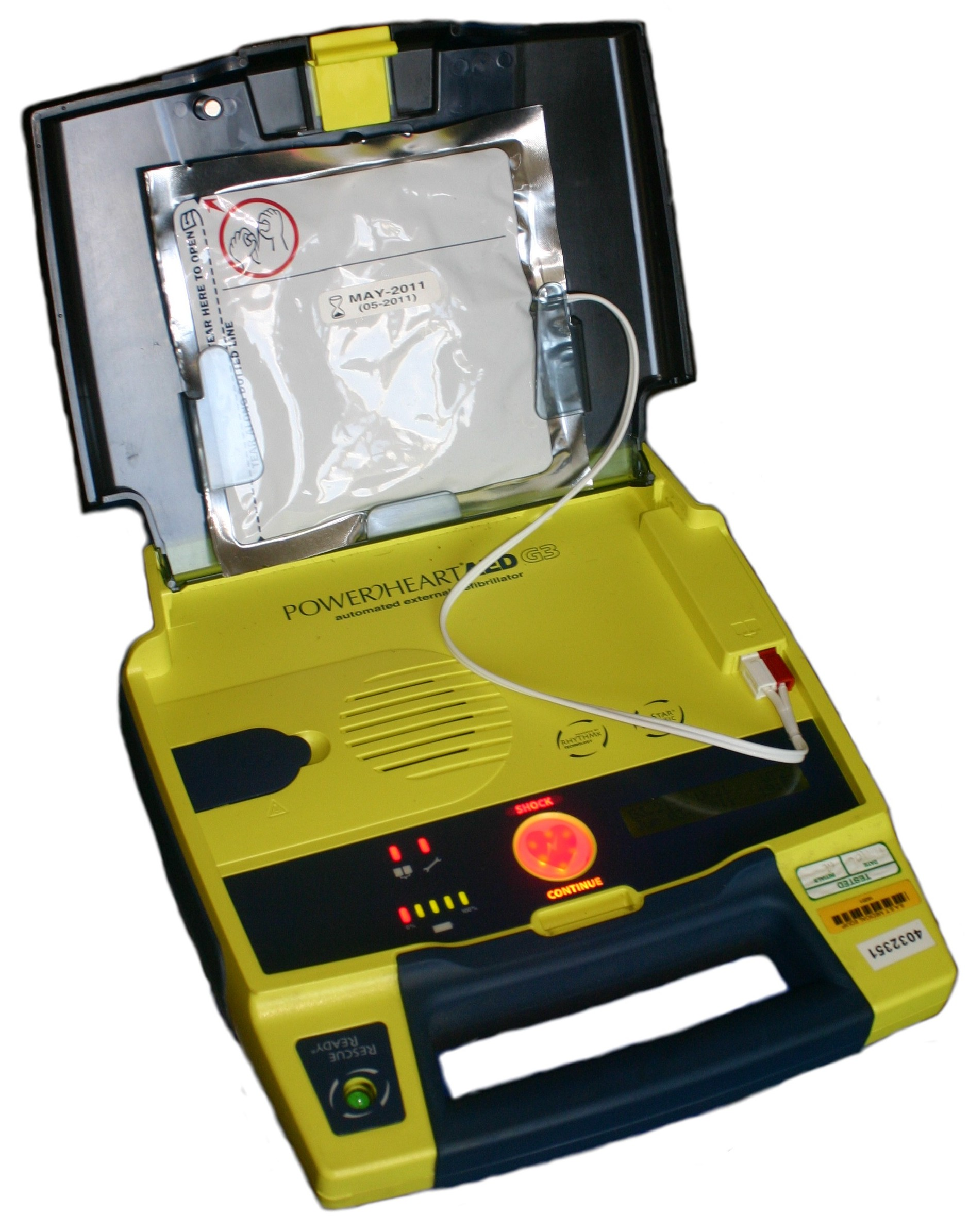
Un desfibrilador automatizado portable (llamado DEA o DESA, AED en inglés).

Se considera que el mejor orden de prioridades de primeros auxilios para ganar tiempo en una mayoría de los casos de paro cardíaco es: primero llamar por teléfono a servicios médicos de emergencia (es posible consultar un listado internacional de sus números de teléfono pulsando aquí), tras ello buscar, traer y usar un desfibrilador (si es que uno puede volver con el desfibrilador en muy pocos minutos) y en último lugar realizar maniobras de reanimación (de RCP, ver descripción más arriba) al paciente. Todas esas tareas pueden ser repartidas entre varias personas, por ejemplo: una puede colocar el desfibrilador mientras otra hace las compresiones torácicas de la reanimación, y una tercera las respiraciones boca-a-boca de la reanimación cada cierta cantidad de compresiones.  
Como excepción, si sólo hay un rescatador y la causa del paro cardíaco ha sido de tipo asfixiante (por ejemplo: en un ahogamiento por hundirse en líquido, o en un niño que no tendría por qué tener enfermedades cardíacas, etc.) lo primero sería hacer al paciente maniobras de reanimación cardiopulmonar durante 2 minutos (en los que caben aproximadamente 5 ciclos de compresiones y ventilaciones de RCP, ver descripción más arriba) y luego vendría lo demás (llamada, desfibrilación y más maniobras).  
Y, en general, se considera que un desfibrilador tiene que ser utilizado tan pronto como llegue hasta el paciente.

### Uso del desfibrilador
Antes de la desfibrilación, el paciente estaría tumbado boca arriba sobre una superficie suficientemente firme como para realizarle compresiones (por ejemplo, sobre el suelo, pues una cama sería demasiado blanda para eso). El paciente también estaría inconsciente (si no, la operación resultaría farragosa, y habitualmente dolorosa).
Un desfibrilador DEA o DESA (AED en inglés) indica al usuario, mediante instrucciones de voz, cómo hacer la desfibrilación.

#### Preparación de una posible respiración boca-a-boca complementaria
Es posible preparar una respiración boca-a-boca tal como aparece arriba para cuando el desfibrilador solicite hacer las maniobras de reanimación cardiopulmonar (RCP, ver más arriba). Sin embargo, algunos estudios indican que una reanimación de sólo compresiones torácicas (sin boca-a-boca) podría ser suficiente si el rescatador no es un profesional y la víctima es un adulto (excepto si la causa de su paro cardíaco es un ahogamiento por hundirse en líquido u otra de tipo asfixiante, pues eso requeriría las ventilaciones boca-a-boca).

#### La desfibrilación

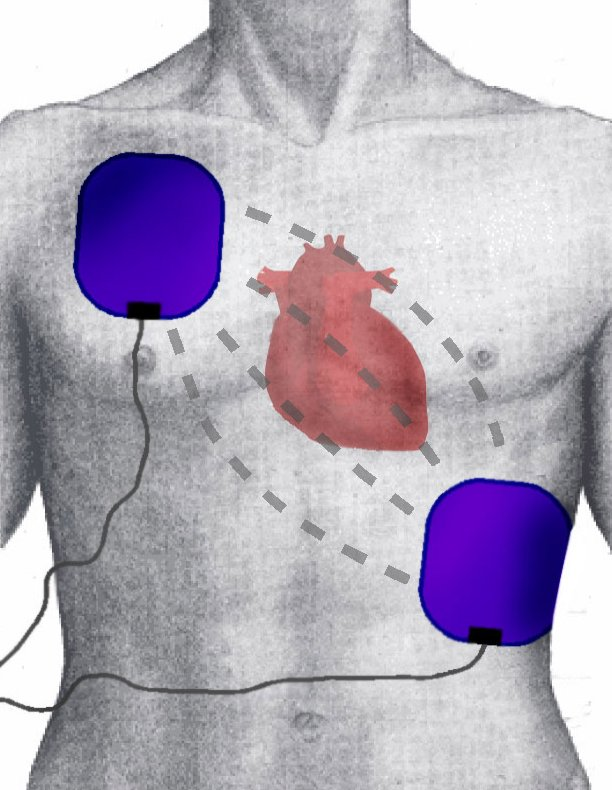
Desfibrilación: posición de sus parches con electrodos sobre el cuerpo humano.

Antes de usar el desfibrilador, cabe considerar que el agua y los metales podrían transmitir su corriente eléctrica; en eso influye la cantidad de agua que haya, pero, por si acaso, conviene secar a los pacientes empapados (de manera breve y sencilla, incluso con alguna tela si eso puede ser suficiente) y no usar el desfibrilador en suelos con charcos. No es necesario retirar los piercings metálicos del paciente ni sus joyas, pero evitar situar los parches del desfibrilador directamente encima de ellos.
Tras encender el desfibrilador, sus parches con electrodos son colocados en las posiciones que aparecen en la imagen de arriba a la derecha, cuando esos puntos del cuerpo ya están secos. Si el paciente tiene implantado un aparato en alguno de esos puntos, o debajo, apartar un poco más lejos el parche correspondiente (unos 8 centímetros aproximadamente). En cuerpos especialmente pequeños: los de niños de entre 1 y 8 años, y en general los de ese tamaño, hasta 25 kg aproximadamente, convendría utilizar parches infantiles y atenuar las dosis eléctricas. Si eso no es posible, utilizar los tamaños y dosis de adulto. Y, si los parches son demasiado grandes para el paciente, o hay cualquier otro problema para situarlos como en la imagen, colocar uno en el pecho y el otro en la espalda (en ese caso, de normal y preferiblemente, poner el parche de más arriba en la espalda del paciente y el de las costillas en mitad de su pecho, tal como es la referencia para niños).
Cuando el aparato avise de que analiza los latidos, hay que detener cualquier posible reanimación cardiopulmonar manual (RCP, ver más arriba). Y, durante sus posibles descargas eléctricas, es necesario separarse sin tocar al paciente, para evitar recibirlas. La desfibrilación estaría guiada por las instrucciones de voz del desfibrilador. El desfibrilador podría solicitar hacer maniobras de reanimación complementarias (compresiones, y quizás boca-a-boca, ver descripción de las maniobras de reanimación más arriba). Normalmente, el proceso de desfibrilación consistiría en varios ciclos, cada uno de los cuales contendría 2 minutos de reanimación cardiopulmonar (RCP, ver descripción más arriba) y terminaría con una descarga eléctrica al final de ese ciclo, y así sucesivamente hasta que el paciente vuelva a respirar o lleguen los servicios médicos.

## Riesgos de la RCP sobre gente sana
Durante los entrenamientos o capacitaciones, las prácticas de reanimación cardiopulmonar no se deben realizar en personas sanas (in corpore sanum), ya sean alumnos o aprendices contratados, sino en los conocidos simuladores especialmente diseñados para tal efecto. Existe un relativo nivel de riesgo en la práctica de RCP sobre no pacientes (es decir, alguien que no presenta signos y síntomas de parada cardiaca). La maniobra de RCP representa riesgos mecánicos, biológicos y funcionales, como traumas, infecciones y alteraciones. Solo es aceptable la exposición a estos riesgos, tras evaluar la relación: costo/beneficio. Así que es inaceptable exponer a un aprendiz en prácticas de RCP cuando existen recursos eficientes, apropiados y al alcance de todos, como los simuladores y métodos de barrera para la RCP.

## Reanimación cardiopulmonar (RCP), otros datos adicionales
Diversos aspectos de la secuencia de reanimación cardiopulmonar (RCP) pueden ser analizados y complementados con numerosos datos adicionales, los cuales aparecen a continuación:
Las acciones que permiten la supervivencia de una persona que sufre muerte súbita suelen iniciarse por personas casuales y constan de cinco eslabones fundamentales, que son conocidos en algunas instituciones como la cadena de supervivencia:
1. Reconocimiento inmediato del paro cardíaco y activación del sistema respuesta de emergencias.
2. RCP precoz con énfasis en las compresiones torácicas.
3. Desfibrilación rápida.
4. Soporte vital avanzado efectivo.
5. Cuidados integrados posparo cardíaco.

Una RCP de calidad mejora las probabilidades de supervivencia de una víctima. Las características críticas de una RCP de calidad son:
- Iniciar las compresiones antes de 10 segundos desde la identificación del paro cardiaco.
- Comprimir fuerte y rápido: realiza las compresiones con una frecuencia mínima de 100 compresiones por minuto y una profundidad .de al menos 5 cm. para adultos, al menos un tercio del diámetro del tórax en niños 5 cm y lactantes 4 cm.
- Permitir una expansión torácica completa después de cada compresión.
- Minimizar las interrupciones entre las compresiones (tratar de limitar las interrupciones a menos de 10 segundos).
- Realizar ventilaciones eficaces para hacer que el tórax se eleve.
- Evitar una ventilación excesiva.[25]

El soporte vital básico es considerado para un solo rescatista como una secuencia de acciones resumidas con las iniciales CAB y aplicadas previo a la llegada de servicios especializados de emergencia:
- C para la valoración de la circulation, incluyendo las compresiones torácicas
- A, del inglés airway, implica la apertura o liberación de las vías aéreas
- B, del inglés breathing, la iniciación de la ventilación artificial

El desfibrilador y su uso prehospitalario adhiere una D a las siglas mnemotécnicas de Safar que comienza según CABD: circulación, vías aéreas, respiración, desfibrilación.
Desde 2010, el algoritmo del ILCOR (International Liaison Committee on Resuscitation: Comité Internacional de Enlace sobre Reanimación) hace hincapié en una nueva secuencia para rescatistas, iniciando con las compresiones cardíacas, luego la valoración de las vías aéreas y finalmente la iniciación de la ventilación artificial. En otras palabras, los rescatistas de los adultos víctimas deben comenzar la reanimación con las compresiones en lugar de iniciar abriendo la vía aérea y administrar ventilación artificial.
La secuencia ABC permanece en el algoritmo de sujetos con otros casos típicos de muerte súbita, tales como el ahogamiento, la electrocución, asfixia, caída de altura o hemorragia.
En el caso de niños, o cuando la parada cardiorrespiratoria es secundaria a ahogamiento, intoxicación por humo, gas, medicamentos o drogas, o por hipotermia, el algoritmo incluye realizar maniobras de RCP durante un minuto antes de avisar a los servicios de socorro: el aporte rápido de oxígeno a las células puede recuperar el estado de la persona.

### Actuaciones previas a la reanimación, datos adicionales
Debe revisar que la zona sea segura. Por ejemplo, si se encuentra a una persona inconsciente o con sospecha de haber recibido una descarga eléctrica o electrocución, la persona que la atenderá debe estar segura que no le va a ocurrir lo mismo. Si hay alguien más en el lugar del accidente, debe darle instrucciones para llamar a los servicios de emergencia (hay una lista internacional de números de teléfonos de emergencia aquí), y dar los siguientes datos:
1. El número telefónico desde el cual se está llamando, si se conoce.
2. La ubicación del lugar donde se encuentra la víctima.
3. El tipo de urgencia que está experimentando la víctima.
4. El tipo de ayuda que se está proporcionando.
5. Su nombre.
6. Qué otro tipo de ayuda que necesita: bomberos, policía,

A continuación se hace la valoración del paciente.
1. Evaluación primaria del paciente.
2. Valoración de la conciencia: se preguntará a la víctima cómo está, cómo se encuentra. Si contesta, es símbolo inequívoco de que respira y tiene pulso. En caso de que no conteste, pellizcar levemente en los hombros; si reacciona, seguir la conducta anterior. En caso de muerte, llamar a los servicios de emergencias cuanto antes. Una manera rápida de valorar la conciencia es determinar si responde o no:
  - Alerta. Está despierto, habla.
  - Verbal. Responde al llamado, cuando alzamos la voz y lo llamamos ¿Cómo está?
  - Dolor. Responde al dolor, le pellizcamos y reacciona con gestos o gruñidos.
  - Inconsciente. No responde.
3. Valoración neurológica mediante la escala de Glasgow: evaluación de la respuesta motora.
Tiene los ojos abiertos:
  - Nunca. 1
  - Solo al estímulo doloroso. 2
  - Con estímulo verbal. 3
  - De manera espontánea. 4

Respuesta verbal
  - Sin respuesta. 1
  - No comprensible. 2
  - Incoherencia. 3
  - Habla desorientado. 4
  - Habla orientado. 5

Respuesta motora
  - Sin respuesta. 1
  - Extensión ante el estímulo. 2
  - Flexión anormal. 3
  - Retira ante estímulos dolorosos. 4
  - Localiza el estímulo doloroso. 5
  - Obedece las órdenes. 6

Resultado de la valoración de la escala:
  - 15 puntos: paciente en estado normal.
  - 15-14 puntos: traumatismo generalizado.
  - 13-9 puntos: politraumatismo.
  - Inferior a 9 puntos: traumatismo craneoencefálico grave.
4. Valoración de la respiración. Nos acercaremos a la boca de la víctima con la mejilla e intentaremos sentir el aliento a la vez que dirigimos la mirada al tórax (si respira se moverá). Es importante destacar que en caso de que exista respiración, hará falta explorar el pulso, ya que puede o no tenerlo.
  - Ver: Miramos el tórax, si se eleva o no. Si se eleva y baja, respira.
  - Escuchar: Con el oído escuchamos el sonido de la respiración.
  - Sentir: Con los dedos índice y medio sentimos el pulso carotídeo (a un lado de la tráquea) de la víctima.
5. Activar el sistema médico de emergencias o urgencias.
6. Valoración del pulso. Existen múltiples lugares donde buscarlo, se divide en dos grupos:

- Pulso central

En las arterias carótidas, situadas a ambos lados de la nuez de Adán, en una pequeña depresión en la garganta. Para sentirlo presionar levemente con los dedos índice y mayor, nunca con el pulgar (sentiríamos nuestro propio pulso).
O en las arterias femorales, situadas en la región inguinal, en la raíz del muslo. Sentiremos el pulso en nuestros dedos.
- Pulso periférico

Otros lugares para identificar el pulso pueden ser las arterias radiales, en la cara externa de la muñeca.
Menos recomendables, ya que en caso de accidente y pérdida del conocimiento, la sangre se redistribuye hacia los órganos vitales, y no a las extremidades por lo que a veces este método puede resultar engañoso.
En caso de no encontrar pulso, iniciar el masaje cardíaco, es decir la reanimación cardiopulmonar RCP.
Según las nuevas pautas del European Resuscitation Council (ERC) que se publicaron en 2010, el pulso no es un criterio para decidir sobre si empezar la reanimación cardiopulmonar. En lugar de eso, la respiración es más importante porque es más fácil verificar si una persona respira. Además dicen estas Guías que los reanimadores entrenados deberían también proporcionar ventilaciones con una relación compresiones-ventilaciones (CV) de 30:2. Para los reanimadores no entrenados, se fomenta la RCP con solo compresiones torácicas guiada por teléfono.

### Reconocimiento de un paro cardíaco, datos adicionales

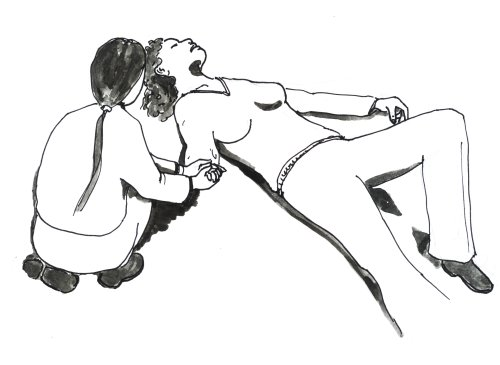
Acercamiento al paciente en busca de elementos que identifiquen a una víctima que requiera RCP

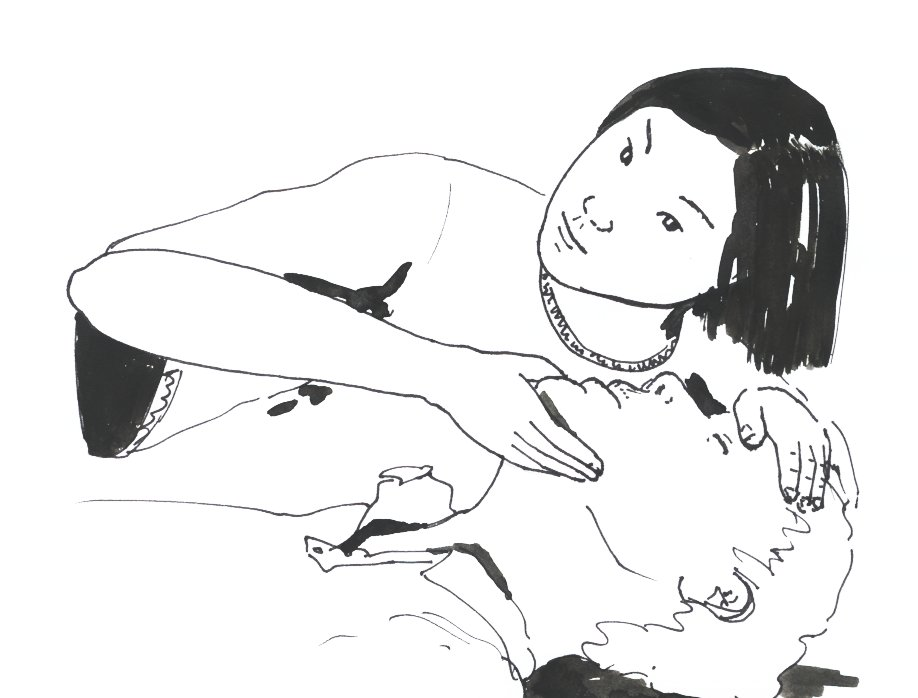
Comprobación de las funciones respiratorias: el socorrista escucha la respiración, trata de sentir el aire sobre su mejilla, mira si el pecho sube y desciende, y siente los movimientos del pecho.

El reconocimiento es un paso clave en la iniciación de un tratamiento precoz de una parada cardíaca, es decir, la identificación de los elementos que determinan la presencia de una parada cardíaca. Si no es el caso, uno de los elementos del balance identificará que no hay probabilidad de una parada cardiorrespiratoria, entonces no hay que hacer reanimación cardiopulmonar.
Por lo general, el primer indicio es que la víctima no se mueve ni reacciona a la palabra, ni al contacto. Si el rescatista está solo, se recomienda pedir socorro. Se debe practicar RCP si la víctima adulta no responde y no respira o no respira con normalidad (es decir no respira o solo jadea o boquea), y se comienza con las compresiones (C-A-B), sin que sea necesario verificar si la víctima tiene pulso. Estudios demuestran que durante la reanimación, en una situación de paro cardiorrespiratorio, la percepción del pulso es falsa en el 50 % de las veces: el estrés y el esfuerzo físico hace que suba la tensión del rescatista, y es posible percibir el propio pulso como un golpeteo en el final de los dedos, en ausencia de circulación sanguínea en la víctima.
Una vez que se determina que una víctima necesita reanimación cardiovascular se advierte al sistema de rescate profesional de la localidad y se inicia de inmediato las compresiones torácicas.
El realizar de una valoración de la escala de Glasgow conlleva mucho tiempo. Más rápido es evaluar el estado de conciencia con el método AVDI:[cita requerida]
- A: alerta (despierto).
- V: verbal (solo responde al estímulo verbal).
- D: dolor (solo responde al estímulo doloroso).
- I: inconsciente (no responde).

Aunque en adultos el paro cardíaco suele ser súbito y se debe a una causa cardíaca, en niños suele ser secundario a una insuficiencia respiratoria y shock. Resulta esencial identificar a los niños que presentan estos problemas para reducir la probabilidad de paro cardíaco pediátrico y ampliar al máximo los índices de supervivencia y recuperación.

### Secuencia y proporción en la RCP, datos adicionales
En adultos, niños y lactantes, si solo está presente un reanimador, se recomienda una relación compresión:ventilación de 30:2 (30 compresiones antes de cada 2 ventilaciones).
Esta relación única está diseñada para simplificar la enseñanza de la secuencia del RCP, promover la retención de las habilidades, aumentar el número de compresiones, y disminuir el número de interrupciones durante las compresiones.
Si se encontrasen dos reanimadores se prefiere una secuencia de 15-2 en niños y lactantes.
Se recomienda en recién nacidos una secuencia 30-2 a menos que la causa de la falla cardíaca sea conocida, en cuyo caso la secuencia de 30:2 es la aconsejada.
Si se halla presente un acceso avanzado a la vía aérea, tal como un tubo endotraqueal o una mascarilla laríngea, se recomienda una ventilación de ocho a diez por minuto sin que se interrumpan las compresiones cardíacas.
Cada cinco ciclos de dos ventilaciones y treinta compresiones, se revalúa la respiración. La RCP se continúa hasta que llegue atención médica avanzada o hay signos de que la víctima respira.

### Habiendo dos o más reanimadores
La secuencia es la misma que la realizada por un solo rescatista, pero después de observar la ausencia de respuesta, uno controla las compresiones cardíacas mientras que otro la respiración artificial. Por ejemplo, el rescatista A realiza la búsqueda de ayuda mientras el rescatista B comienza la RCP. El rescatista A vuelve y puede entonces implementar una desfibrilación externa automática si está disponible o sustituir al testigo B en la compresión cardíaca si este se encuentra cansado. 
El rescatista que realiza las compresiones torácicas debe imprescindiblemente contar las compresiones en voz alta, con el fin de que los demás rescatistas sepan cuándo debe darle respiración artificial. Esto hace posible que el paso del tiempo entre compresiones y respiraciones sea más o menos uniforme y uno no debe concentrarse en calcular el tiempo, y no tiene que colocar de nuevo las manos en cada ciclo.
Las compresiones torácicas se dan del mismo modo que con un rescatista: dos respiraciones boca a boca por cada 30 compresiones. El uso de dispositivos es más efectivo que la respiración boca a boca, porque reduce el tiempo entre las respiraciones y las comprensiones: las respiraciones comienzan tras la última comprensión, y la comprensión comienza tras la última respiración, sin esperar a que el pecho baje de nuevo.
Nota
Hay una técnica de reanimación para solo un reanimador de primeros auxilios usando un balón respirador, que hace posible el beneficio de la contribución del dióxido y el lanzamiento de un trabajador de primeros auxilios. En este caso, el trabajador de primeros auxilios sitúa lugares mismos de la cabeza realizando la compresión de esta posición, mientras se inclinan con la parte más alta de la cara.

### Las compresiones cardíacas, datos adicionales

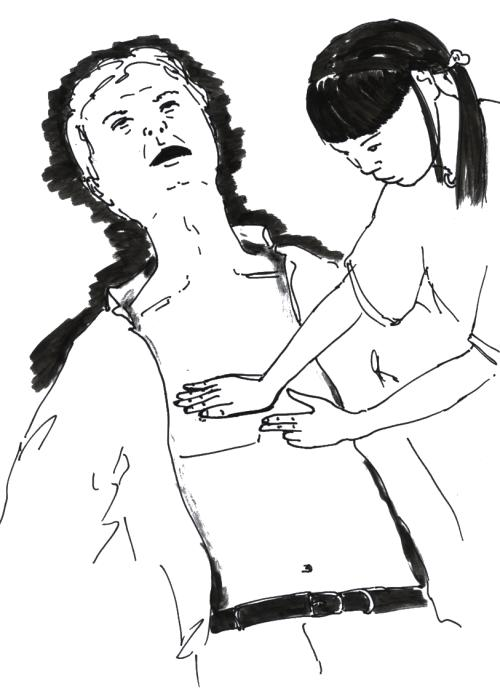
Se colocan las manos entrelazadas en el centro del tórax sobre el esternón, cuidando no presionar en la parte superior del abdomen o el extremo inferior del esternón.

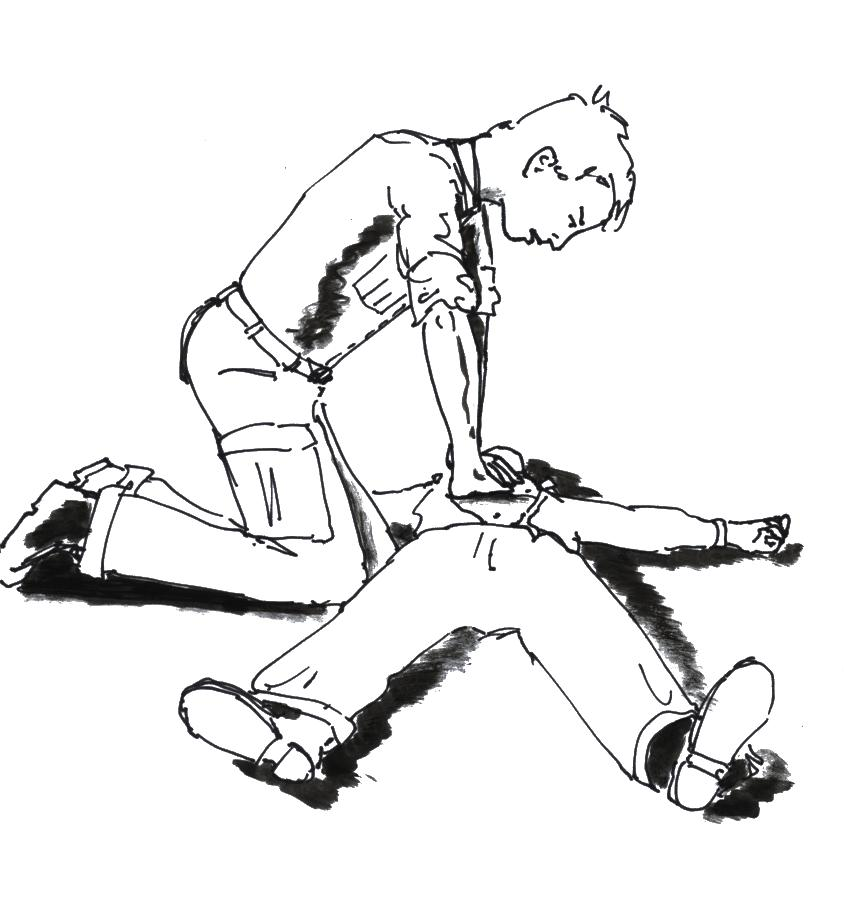
Posición para la RCP. Los brazos se mantienen rectos, las compresiones se realizan con el movimiento de los hombros. En un adulto se debe hundir el esternón 5 cm.

Las compresiones torácicas (llamadas también «masaje cardíaco extremo») permiten circular sangre oxigenada por el cuerpo. Esto consiste en apretar en el centro del tórax con el fin de comprimir el pecho:
- Sobre un adulto y un niño de más de ocho años, el esternón debe descender de 5 a 6 cm;
- Sobre un niño entre uno y ocho años, el esternón debe descender de 3 a 4 cm;
- Sobre un lactante de menos de un año, el esternón debe descender de 2 a 3 cm (1/3 del diámetro anteroposterior del tórax).

Comprimiendo el pecho, también comprimimos los vasos sanguíneos, lo que impulsa la sangre hacia el resto del cuerpo (como una esponja). Se creía durante mucho tiempo que lo que se comprimía era el corazón; aunque parece que está situado demasiado profundamente y que juega solo un papel de regulación del sentido de la circulación por sus válvulas.[cita requerida]
Para que la compresión torácica sea eficaz, es necesario que la víctima esté sobre un plano duro; en particular, si la víctima está tendida sobre la cama. Usualmente hay que depositarla en el suelo antes de empezar las maniobras de reanimación.
La posición de las manos es importante si se quieren aportar compresiones eficaces. Hay que aplicarse a hacer compresiones regulares, a dejar el pecho recuperar su forma inicial entre una compresión y la siguiente, y a que el tiempo de relajamiento sea igual al tiempo de compresión. En efecto, el relajamiento del pecho permite el retorno de la sangre venosa, fundamental para una buena circulación.
El ritmo de masaje debe ser suficiente para hacer circular la sangre, pero no demasiado rápido, sino la circulación no será eficaz (se crearían turbulencias que se oponen a la distribución de la sangre).
Con el fin de adoptar un ritmo regular y de respetar la paridad en el tiempo de compresión / por tiempo de relajación, y para estar seguro de hacer buenas compresiones y un adecuado número de compresiones sucesivas, se aconseja contar en voz alta, bajo la forma:
Cifra (durante la compresión) - y (durante el relajamiento).
Así, contando en voz alta: «Uno-y-dos-y-tres- [...] -y-trece-y-catorce-y-quince», sucesivamente.

### Las ventilaciones artificiales, datos adicionales

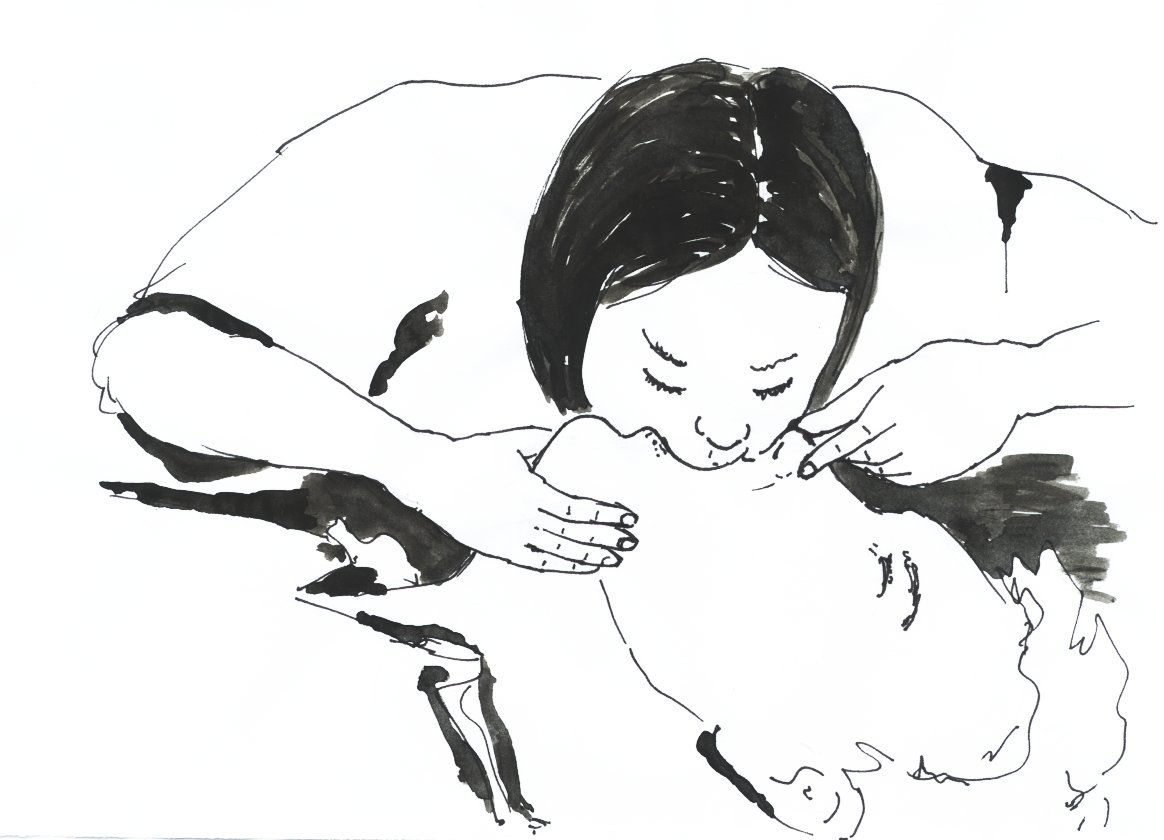
Insuflación boca a boca. La cabeza del paciente se echa para atrás. El socorrista cierra la nariz del paciente con una mano, manteniendo la boca abierta del paciente, y apreciando en todo momento la barbilla.

Una de las primeras medidas de ayuda es el uso de ventilación artificial. Al detenerse la circulación sanguínea, el cerebro y el corazón pierden el aporte de oxígeno. Las lesiones cerebrales aparecen después del tercer minuto de una parada cardiorrespiratoria, y las posibilidades de supervivencia son casi nulas después de ocho minutos.
El hecho de oxigenar artificialmente la sangre y de hacerla circular permite evitar o retardar esta degradación, y dar una oportunidad de supervivencia.
La ventilación artificial consiste en enviar el aire a los pulmones de la víctima, soplando aire con la boca o con un dispositivo. La ventilación artificial sin dispositivos (boca a boca, boca a nariz, o boca a boca y nariz sobre lactantes, la insuflación de aire es bastante próximo al aire que se respira (contiene el 16 % de oxígeno). Cuando se utiliza un balón insuflador (con una máscara bucal), se administra aire ambiente con el 21 % de oxígeno. Si se conecta una botella de oxígeno médico, se aumenta mucho más la fracción inspirada de dioxígeno (FiO2), llegando incluso a insuflar oxígeno puro (cercano al 100 por ciento).
La ventilación artificial puede ser hecha con varios dispositivos: la máscara bolsa balón con válvula unidireccional otorga aire enriquecido con oxígeno (que está en la bolsa) a través de una máscara de interposición facial (pero es externa y no entuba, no abre las vías aéreas). Para ello se usa una cánula orofaríngea, llamada Bergman, tubo de Mayo o cánula de Guédel (estas no impiden el contacto boca a boca si no hubiera máscaras o máscaras con balones de aire) o Maselli: el respirador Maselli orofaríngeo (que evita contagios en ambos sentidos) y es necesario para facilitar el pase del aire al colocar la lengua en su lugar e impedir que caiga hacia atrás y adentro por la relajación de la inconsciencia, además de si la persona presenta una lengua voluminosa, como por ejemplo en casos de edema de Quincke. También posee una boquilla para el reanimador con una protección a modo de máscara, que impide todo contacto boca a boca.
El aire que se insufla pasa a los pulmones, pero una parte también al estómago. Este se va hinchando a medida que se dan más insuflaciones. Si no se le da tiempo a desinflarse, el aire corre el peligro de llevarse con él al salir el contenido ácido del estómago (jugos gástricos) que podrían inundar la vía aérea y deteriorar gravemente los pulmones (síndrome de Mendelson o síndrome de la respiración ácida) y puede comprometer gravemente la supervivencia de la víctima. Por ello hay que insuflar sin exceso, regularmente, durante dos segundos cada insuflación, y detener la insuflación tan pronto como se vea el pecho levantarse.
En el pasado se hacía presión sobre el cartílago cricoides con el fin de evitar la regurgitación del contenido gástrico durante la RCP.
Actualmente se desaconseja emplear esa maniobra de manera rutinaria.

## Reanimación cardiopulmonar avanzada (médica y paramédica)
La reanimación cardiopulmonar avanzada está cambiando de enfoque hacia el concepto de reanimación cardiocerebral, que busca salvar la vida, con el mejor resultado neurológico posible.
Para esto se debe tener en cuenta:
- ¿Tipo de PCR al que nos enfrentamos? No es lo mismo PCR traumático que médico. No es lo mismo el PCR extra hospitalario que el hospitalario.
- Ritmo inicial; desbifrilable vs no desfibrilable (manejo avanzado de AESP o asistolias con actividad mecánica; guiado por tipo ritmo, complejo al monitor, monitorización arterial, ecografía de urgencia)
- Las fases de PCR (eléctrica, mecánica y metabólica)
- La inmediata disminución de perfusión coronaria y cerebral con cada interrupción de las compresiones cardiacas, y su lenta recuperación
- La sangre cuenta con oxígeno suficiente para utilizar durante el PCR (inicialmente NO es necesario aportarlo)
- La ventilación a presión (+) disminuye el retorno venoso e interrumpe compresiones, interrumpiendo perfusión coronaria y cerebral
- Los cuidados post PCR (angioplastia, Hipo/normotermia terapéutica, neuroprotección clásica).

La reanimación cardiopulmonar especializada (RCPS) por un equipo médico o paramédico entrenado es el último eslabón de la cadena de supervivencia antes de la admisión al hospital. En el caso ideal, los procedimientos especializados son practicados en los diez minutos que siguen del paro cardíaco, después de la desfibrilación.

### Vía aérea y ventilación. NO es prioridad
No hay datos que apoyen el uso rutinario de un determinado enfoque para el acceso y mantenimiento de la vía aérea durante una parada cardiaca. El mejor enfoque depende de las circunstancias precisas que causaron la parada del corazón y en la competencia del reanimador. No hay suficientes pruebas para definir el momento óptimo de colocación de vía aérea durante la parada cardíaca.
La intubación por medio de un tubo que se desliza en la tráquea y sirve de conexión a un respirador artificial a las vías respiratorias del paciente, es considerado la maniobra óptima para asegurar la ventilación artificial. Sin embargo hay considerable evidencia que sin la capacitación adecuada o sin adiestramiento continuo para mantener la destreza, la incidencia de intentos fallidos y complicaciones resulta inaceptablemente alta.
Otros dispositivos con diseño anatómico que ayudan a mantener la apertura de la vía aérea y a lograr fácil aspiración de secreciones incluyen tubos orofaríngeos que se adaptan al paladar, tubos nasofaríngeos que se introducen por vía nasal y el tubo de Safar en forma de «S» o su modificación con válvula: el tubo de Brook.
Para adultos el algoritmo para una parada cardíaca indica el uso inmediato de oxígeno al 100 %. No hay suficiente evidencia para apoyar o refutar el uso de concentraciones titradas de oxígeno o de la administración de oxígeno ambiente al 21 % constante en vez de oxígeno al 100 % en el soporte vital avanzado de un paciente adulto.
Estudios experimentales muestran que, tras la recuperación espontánea de la circulación, el pronóstico cerebral mejora mediante la administración de oxígeno guiada por SpO2 para mantener una SpO2 del 94 al 96 %, comparada con una hora continua de ventilación con oxígeno al 100 %.
Un acceso vascular o vía venosa es colocada, ya sea periférica (venas del brazo) o central (vena yugular o vena subclavia, si hay imposibilidad de canulación periférica) prosiguiendo las compresiones torácicas, incluido el momento de las insuflaciones: la impermeabilidad de la sonda de intubado impide al oxígeno volver a salir en el momento de las compresiones.
Un capnómetro es colocado, que mide la cantidad de dióxido de carbono (CO2) espirado, es decir la eficacia de la reanimación. En efecto, si el paciente espira CO2, es porque el oxígeno llegó bien a las células, y el CO2 fue transportado hacia los pulmones para ser expulsado.

### Soporte circulatorio
También se administran medicamentos: adrenalina o equivalentes, líquidos de relleno vascular o de alcalinización según los casos. El desfibrilador puede ser acoplado a un estimulador cardíaco externo si el corazón es demasiado lento.
En una mujer embarazada, si el feto es potencialmente viable pero la reanimación es ineficaz, hay que contemplar una cesárea urgente.una mayor reducción de la grasa corporal. Algo que es muy importante durante el momento que estás haciendo ejercicio es hidratarse para que no te descompenses, La actividad física (AF) es imprescindible para la salud, ya que ayuda a sentirse bien psicológicamente (por la secreción de endorfinas) y a estar en forma física. Entre los beneficios de la AF destacan la mejora de la circulación sanguínea y la capacidad cardio- pulmonar, el mantenimiento de una composición corporal adecuada y la disminución de la grasa.
Por otro lado, estudios estiman el interés en aplicar otros tratamientos prehospitalarios, sin que estos constituyan por el momento estándares:
→ Inyección de vasopresina:los músculos que controlan la apertura de los vasos sanguíneos que ya no están siendo oxigenados, entonces hay una vasodilatación, lo que aumenta la capacidad volumétrica del sistema vascular y perjudica la buena circulación de la sangre en el momento de las maniobras de reanimación y en caso de recuperación de la actividad cardíaca (colapso cardiovascular); la utilización de medicamentos vasopresores (es decir elevando la presión sanguínea) permite mejorar la circulación de la sangre y aumentar las posibilidades de supervivencia sin secuelas.
→ Masaje cardíaco interno (MCI) por una minitoracostomia: esta técnica consiste en practicar una incisión sobre el pecho, al cuarto espacio intercostal izquierdo, y en introducir allí un dispositivo que se despliega en el interior como un paraguas contra el pericardio; esto permite presionar directamente sobre el corazón, y además ciertos modelos poseen un desfibrilador interno; este sistema permite tener una mejor eficacia circulatoria, pero presenta riesgos de hemorragia y de infección.
En Europa, esta práctica requiere que el paciente sea transportado solo a partir del momento en que la situación hemodinámica es más o menos estable (pulso presente con una presión arterial existente). La reanimación cardiopulmonar pues es perseguida en el mismo lugar hasta que falle (no logramos reanimar al paciente y este es declarado fallecido) o tenga éxito. Es el método dicho sobre el stay and play (‘quedarse y actuar’, es decir: practicar reanimación en el mismo lugar). Esto difiere con la práctica estadounidense, que preconiza el transporte lo más rápidamente posible hacia un centro especializado, cualquiera que sea el estado del paciente. Es el método del scoop and run (‘cargar en una camilla y correr’).
Esta diferencia se explica en parte por la ausencia de acción de otorgar carácter médico de los primeros auxilios, en dicho carácter los paramédicos, pueden hacer los prcedimientos requeridos en una sala de urgencia (intubado, colocación de una vía venosa y una administración de medicinas) sobre el protocolo.
Si muchos estudios científicos mostraron el interés del CCP por ser testigo de una breve desfibrilación (en los 8 minutos siguiendo al fallo del corazón) sobre el sobreviviente, el interés en la práctica del cuidado médico en el apuro es menos obvio con respecto al número de sobrevivientes.

### Métodos obsoletos o discutidos
En el caso de que un médico se haga cargo de un paro cardiaco, se ha propuesto practicar una trombolisis sistémica: la presencia de un coágulo de sangre en las arterias es una de las principales causas de la parada cardíaca (infarto del miocardio y embolismo pulmonar); por otro lado, la parada cardíaca se acompaña de la formación de coágulos minúsculos en el cerebro (microtrombos cerebrales), que, evitando una buena oxigenación de ciertas partes del cerebro en el momento de las maniobras de reanimación y en caso de recuperación de un paro cardiaco, podría dejar secuelas de tipo neurológico. El fin de la fibrinólisis es destruir estos coágulos y mejorar las posibilidades de supervivencia sin secuelas.
Este tratamiento no tiene la aprobación de todos, debido a los riesgos de hemorragia (el trombo evita la coagulación de la sangre), particularmente, en el momento de las compresiones torácicas, puede producirse fracturas de las costillas que pueden provocar hemorragias; la trombólisis está contraindicada en ciertas situaciones como la disección de la aorta (fisura de la arteria aorta) o un accidente vascular cerebral hemorrágico como la ruptura de un aneurisma

## Situaciones especiales

### Reanimación médica del recién nacido
La reanimación cardiopulmonar cerebral del recién nacido es un procedimiento programado y no improvisado, empleado en la sala de parto o la sala de neonatología adyacente. Se suele realizar con tres profesionales de la salud, uno asegura una vía umbilical, otro asegura un tubo endotraqueal y el tercero la preparación de medicamentos.
El catéter umbilical o catéter de Argyle radioopaco de 3,5 mm para la arteria umbilical, o 5 mm para la vena umbilical, tiene en la punta un orificio, mientras que los catéteres de lavaje o alimentación tienen el orificio a un lado del extremo del catéter, haciéndolo poco útil para la vía umbilical. El catéter de Argyle se inserta con ayuda de una radiografía para asegurar que quede insertado a 1 cm por encima del diafragma, basado en la tabla de Dunn. Se suele emplear unos 10 segundos para la correcta inserción del catéter previo a la radiografía.
El catéter traqueal o catéter de Portex, también radioopaco y sin balón de 3 mm o 2,5 mm para los neonatos más pequeños se inserta 1 cm pasada la glotis. A este se inserta una bolsa de reanimación o ambú transparente con válvula de presión sin exceder unos 30 cm de agua. A presiones más elevadas el ambú produce un murmullo que advierte de las presiones elevadas que ponen en riesgo el pulmón del recién nacido. Por la válvula de exhalación se expulsa el CO2 cuya válvula se suele insertar una manguera corrugada para mejorar la concentración de oxígeno en el ambú.
Las drogas utilizadas incluyen oxígeno que debe ser manejada con propiedad pues puede intoxicar la membrana lipídica neuronal. La adrenalina sin diluir es altamente tóxico por lo que solo se indica por vía subcutánea en pacientes alérgicos severos o con crisis de asma. Por vía endovenosa se diluye 1 cc con 9 cc de agua destilada y de esa dilución se indica 0,2 o 0,3 cc/kg cada dosis.
Si por cada tres latidos o compresiones se produce una respiración con la bolsa Ambú, el total por minuto es de 40 ventilaciones y 120 compresiones, más o menos los valores de frecuencia respiratoria y cardíaca de un recién nacido.

#### Factores a considerar en neonatos
Los que se manifiesten como previos al nacimiento, tales como:
- Diabetes materna.
- Embarazo postérmino.
- Hipertensión gestacional o preeclampsia.
- Hipertensión crónica.
- Anemia fetal o isoinmunización.
- Muerte neonatal o fetal previa.
- Sangrado en el segundo o tercer trimestre.
- Infección materna
- Enfermedad cardíaca, renal, pulmonar.
- Tiroidea o neurológica de la madre.
- Polihidramnios.
- Oligohidramnios.
- Ruptura prematura de membranas.
- Hidropesía fetal.
- Embarazo múltiple.
- Discrepancia entre tamaño y fechas.
- Farmacoterapia, por ejemplo magnesio.
- Agonistas adrenérgicos.
- Abuso de sustancias materno.
- Malformación o anomalías fetales.
- Actividad fetal disminuida.
- Sin atención prenatal.
- Madre añosa.

#### Durante las labores de parto
- Nacimiento por cesárea de emergencia
- Nacimiento asistido con fórceps o ventosas
- Presentación de nalgas u otra presentación anormal
- Trabajo de parto prematuro
- Trabajo de parto precipitado
- Corioamnionitis
- Ruptura de membranas prolongada (más de 18 horas antes del nacimiento).
- Trabajo de parto prolongado (más de 24 horas).
- Macrosomía
- Patrones de frecuencia cardíaca fetal de categoría 2 o 3
- Uso de anestesia general
- Cambios en la frecuencia cardíaca fetal
- Administración de narcóticos a la madre dentro de las 4 horas previas al nacimiento
- Líquido amniótico teñido con meconio
- Cordón prolapsado
- Desprendimiento prematuro de placenta
- Placenta previa
- Hemorragia importante durante el nacimiento.RCP en una embarazada

### Reanimación médica de una mujer embarazada
En el caso de una mujer visiblemente embarazada (de más de 30 semanas de gestación), conviene elevar el costado o el glúteo derecho para mejorar el retorno de la sangre venosa, liberando la vena cava inferior del peso del feto y permitiendo que la sangre llegue al corazón. Es decir, debe ser colocada en decúbito lateral izquierdo. Esto puede hacerse poniendo ropa doblada bajo el glúteo derecho.
El resto de la reanimación cardiopulmonar (RCP) es igual.